# Wilhelm Anton von der Lippe
Wilhelm Anton von der Lippe (* 25. März 1763 in Gut Wintrup; † 31. August 1823 in Lemgo) war ein katholischer Priester und Domherr in Münster.

## Leben
Wilhelm Anton von der Lippe entstammte als Sohn des Hermann Werner von der Lippe zu Wintrup (1725–1792, Offizier im herzoglich-braunschweigischem Dienst) und seiner Frau Eleonora von Elverfeldt zu Steinhausen (ehemalige Stiftsdame im Damenstift Geseke), dem westfälischen Adelsgeschlecht von der Lippe.
Am 4. Juni 1776 erhielt er durch päpstlichen Zuspruch eine münsterische Dompräbende, nachdem der Fürstbischof verzichtet hatte. Die Aufschwörung fand am 23. Juli 1777 statt.
1789 erwarb er das Oblegium Holthausen und 1796 die Obedienz Lembeck. Im April des Jahres wurde er Archidiakon in Winterswijk. Im April 1800 gab er dieses Amt auf, um das Archidiakonat Billerbeck zu erwerben. Wilhelm Anton war zugleich Propst der Kollegiatstifte St. Ludgeri in Münster und St. Remigius in Borken.
Im Juli 1809 wurde Wilhelm Anton inhaftiert und seine Güter und Einkünfte beschlagnahmt, weil er in Münster die Nachricht vom Tode Napoleons verbreitet hatte. Im November des Jahres wurde er auf Geheiß Napoleons begnadigt.
Bei der Wiedereinsetzung des Domkapitels am 29. September 1812 gehörte er zu den neuen Domherren. Auf seinen Gütern nahe Lemgo verbrachte er seine letzten Lebensjahre, wo er am 31. August 1823 verstarb.